# Rundspitzlein
Rundspitzlein ist ein älterer heraldischer Ausdruck, der den Kommandostab von Marschällen und kommandierenden Generäle bezeichnet. Das Rundspitzlein ist somit das Zeichen der Marschallwürde und wird hinter den Wappenschild zuweilen senkrecht, also pfahlweis, gestellt. Es werden auch zwei gekreuzte Stäbe  verwendet. Da sie hinter dem Wappen dargestellt werden, gehören sie zum Hinterwappen. Besonderer Wert sollte auf gleichmäßige Sicht über den Wappenschild hervorragende Teile gelegt werden. 
Der Kommandostab ist ein Unterscheidungsmerkmal von Wappen. Er besteht aus einem mit silbernem Blech beschlagenen Rundholz von etwa 30 Zentimeter Länge, das auch mit Samt und Stickereien verziert ist.